# FS ETR 470 sorozat

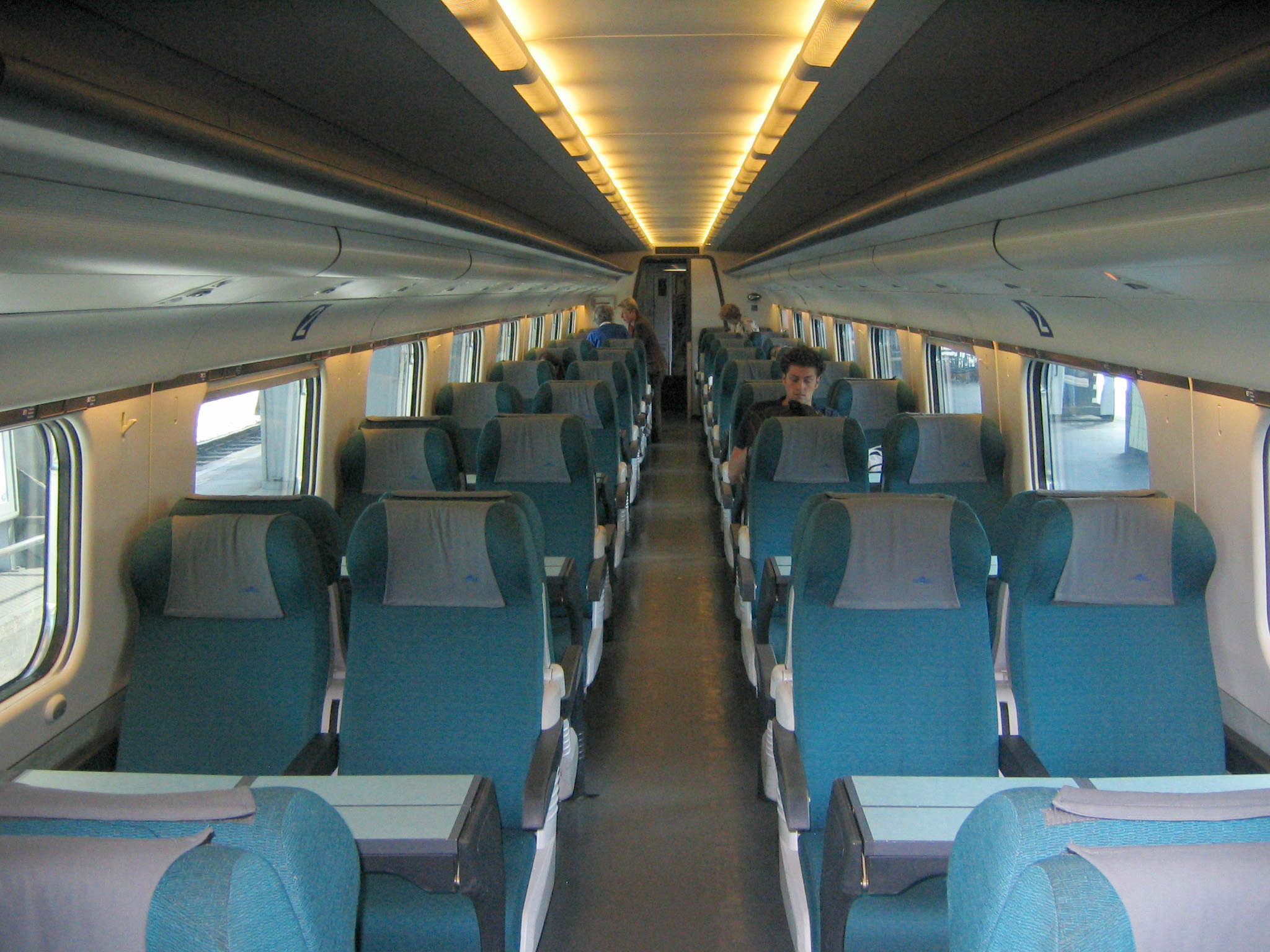
A motorvonat belseje

Az FS ETR 470 sorozat egy olasz nagysebességű billenőszekrényes villamos motorvonat. 1993-ban készített 9 egységet a Fiat Ferroviaria.
Ezek a vonatok a Pendolino ETR 460 sorozat egy frissített verziója, amit átalakítottak nemzetközi forgalomra. Egyaránt képesek üzemelni Olaszországban, ahol a feszültség 3000 V egyenáram, és Svájcban, Németországban a 15000 voltos váltakozó áramú vonalakon. Jelenleg Olaszország és Svájc között közlekednek. A Cisalpino üzemeltette a szerelvényeket 2009. december 13-ig, majd azután SBB és a Trenitalia függetlenül egymástól megkezdte üzemeltetési feladatait. A Cisalpino eredeti kilenc db ETR 470 járműállományából öt db a Trenitaliahoz, míg négy az SBB-hez került. Az FS öt motorvonata 2019 óta Görögországban közlekedik.